# Перебіжчик
Перебіжчик (перекинчик) у політиці — людина, яка добровільно змінює свою належність до держави чи політичної сили на приналежність до іншої держави чи політичної сили. Часто перекинчиків також називають зрадниками, особливо якщо вони передають секрети або конфіденційну інформацію.

## Міжнародна політика

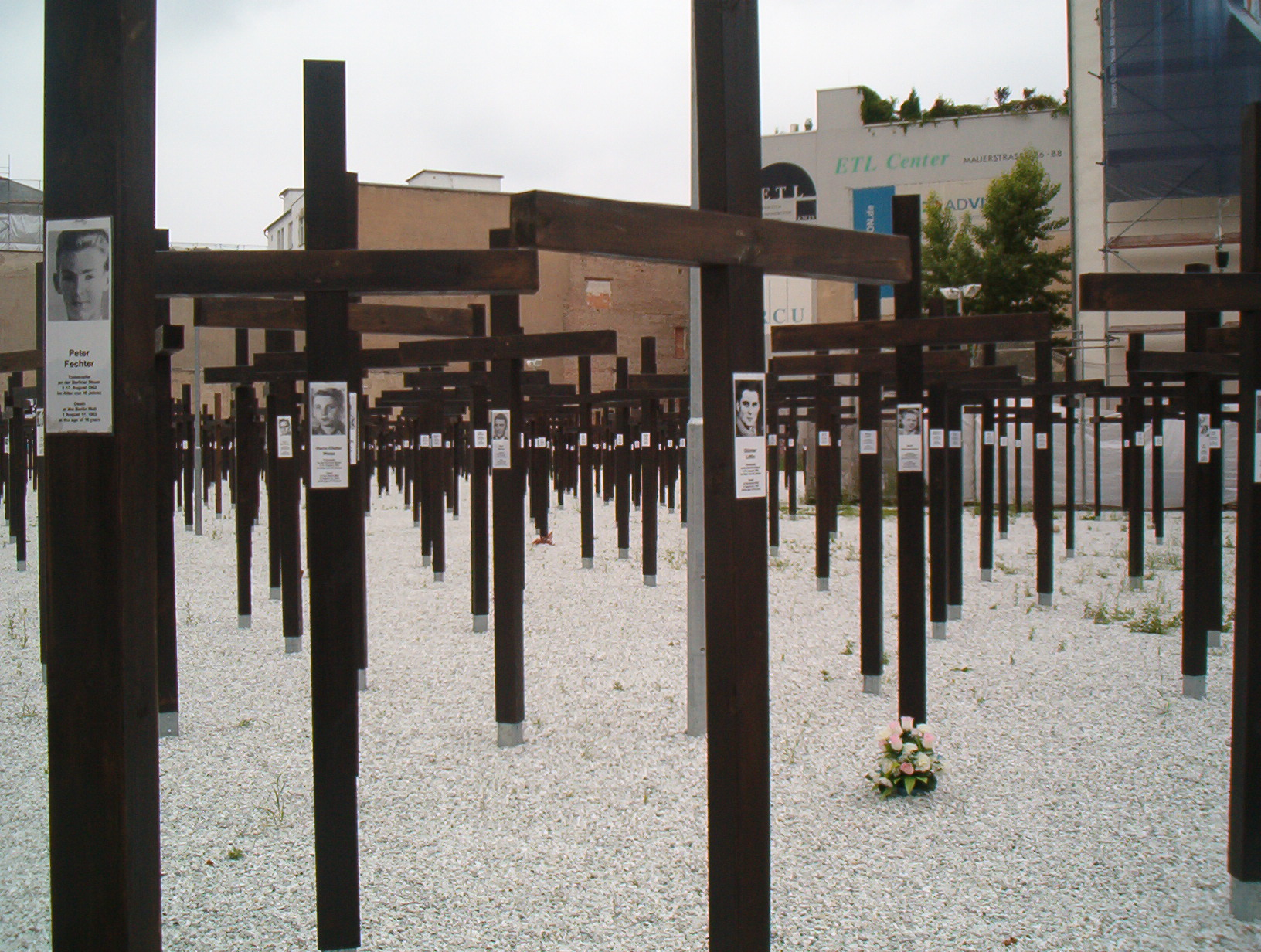
Пам'ятник жертвам Берлінської стіни

Як правило, перекинчиком вважається той, хто порушує закони країни або політичного утворення, з якого людина намагається вийти. Проста зміна громадянства або співпраця з союзниками, як правило, не порушує жодних законів і перебіжництвом не є.
Наприклад, у 1950 році громадянам Східної Німеччини все частіше заборонено було подорожувати по Західній Німеччині, де вони автоматично вважалися громадянами відповідно до законів. Берлінська стіна і зміцнення вздовж кордону між НДР і ФРН були зведені в НДР у 1961 році у політичних цілях. Коли люди намагалися «перебігти» з НДР, вони могли бути розстріляні на місці. Кілька сотень людей були вбиті на кордоні при спробі «втечі з республіки». Офіційні переходи між країнами також існували, але дозволу на відвідування ФРН видавалися в рідкісних випадках. З іншого боку, НДР анулювало громадянство деяких «незручних» східних німців, і вони були змушені покинути свої будинки в короткі терміни проти їх волі. Іншим же, наприклад, як співакові Вольфові Бірману, було заборонено повертатися в НДР.
У часи холодної війни багатьох людей, що  втекли з Радянського Союзу або Східного блоку на Захід називали перебіжчиками. Люди із західного блоку також перебігали в країни Східного блоку. Один з найвідоміших випадків — американський доктор Арнольд Локшин, який виїхав з родиною в СРСР через переслідування у США за свої ліві переконання.

## Перебіжчики у внутрішній політиці
Перебіжчиками називають також людей, які переходять з однієї політичної партії до іншої всередині країни. Одним з відомих таких перебіжчиків був Вінстон Черчилль, що тричі змінював партію.

## Перебіжчики у воєнний час
Перебіжчик — військовослужбовець, що добровільно перейшов у розташування супротивника зі зброєю в руках і здався йому. Найтяжчий військовий злочин.